# Bistum Azcapotzalco
Das Bistum Azcapotzalco (lateinisch Dioecesis Azcapatzalcensis, spanisch Diócesis de Azcapotzalco) ist eine in Mexiko gelegene römisch-katholische Diözese mit Sitz im zu Mexiko-Stadt gehörenden Stadtbezirk Azcapotzalco.

## Geschichte

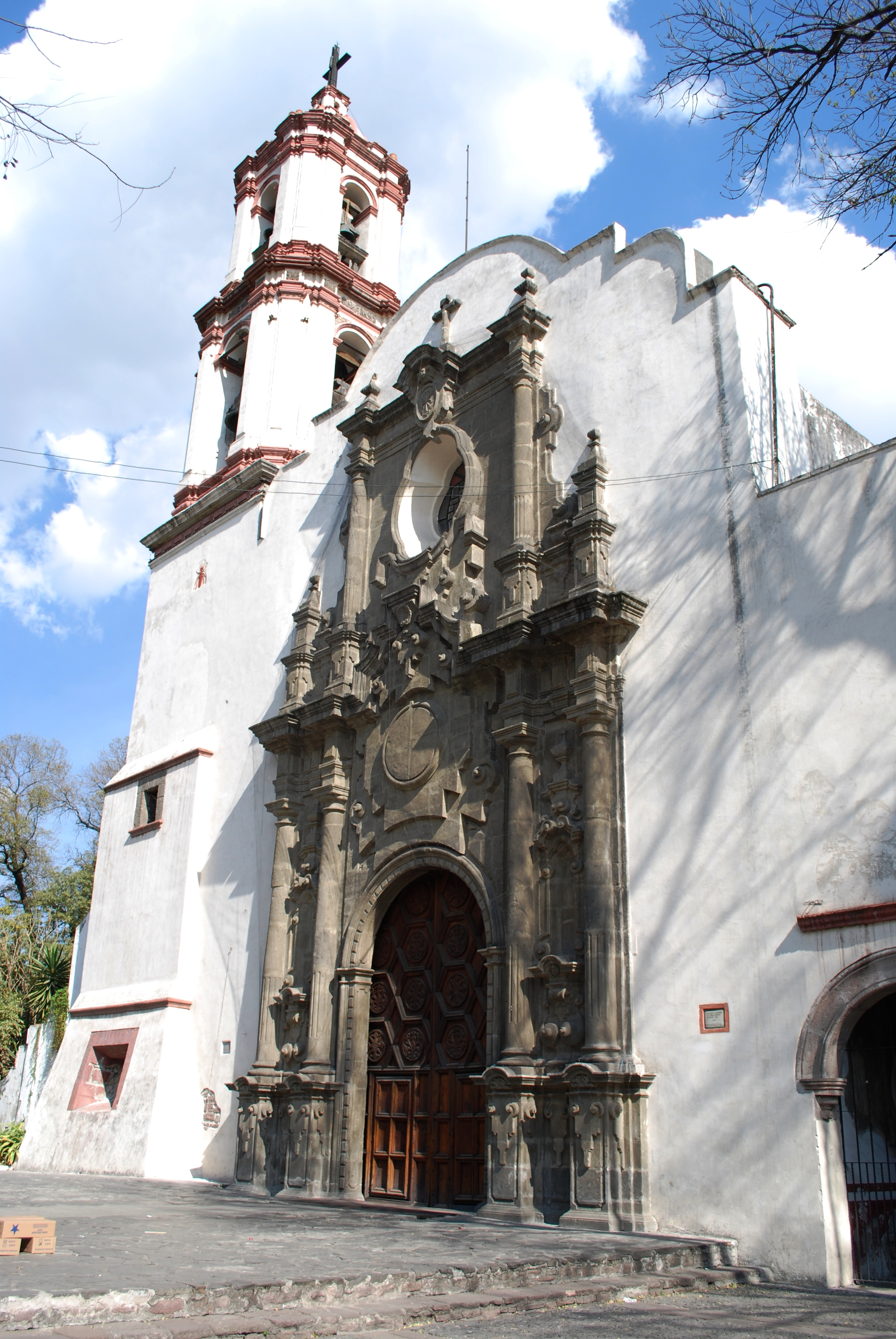
Kathedrale Santos Apóstoles Felipe y Santiago

Das Bistum Azcapotzalco wurde am 28. September 2019 durch Papst Franziskus aus Gebietsabtretungen des Erzbistums Mexiko-Stadt errichtet und diesem als Suffraganbistum unterstellt. Erster Bischof wurde Adolfo Miguel Castaño Fonseca.
Das Bistum Azcapotzalco umfasst den Stadtbezirk Azcapotzalco und den westlichen Teil des Stadtbezirks Gustavo A. Madero.